# أيزاياه تورنر
أيزاياه تورنر (بالإنجليزية: Isaiah Turner)‏ (1 يوليو 1876 في المملكة المتحدة - 1 يناير 1936) هو لاعب كرة قدم بريطاني (وحمل سابقاً جنسية المملكة المتحدة لبريطانيا العظمى وأيرلندا) في مركز حراسة المرمى. لعب مع ستوك سيتي ووست بروميتش ألبيون ونادي كيدرمينستر هاريرز لكرة القدم ونادي ووستر سيتي ونادي ستوربريدج وDudley Town F.C. ‏ وOld Hill Wanderers F.C. ‏.